# Couleurs d'automne sur les monts Qiao et Hua
Couleurs d'automne sur les monts Qiao et Hua (chinois simplifié : 鹊华秋色图 ; chinois traditionnel : 鵲華秋色圖 ; pinyin : quèhuā qiūsè tú) est une peinture à l'encre de Chine et couleurs sur papier, généralement attribuée à l'artiste Chinois Zhao Mengfu, et datée de 1296. Constituant l'une de ses plus célèbres peintures, elle a été beaucoup copiée, et est désormais conservée au Musée national du Palais à Taipei.

## Contexte
Le titre français est Couleurs d'automne sur les monts Qiao et Hua. Zhao Mengfu aurait peint cette oeuvre pour l'un de ses amis vivant dans le Sud, Zhou Mi. Il semble que Zhao Mengfu et Zhou Mi se soient inspirés d'une peinture de Dong Yuan durant la dynastie Tang, datée du Xe siècle, Mariage du seigneur de la rivière, que Zhao Mengfu aurait reproduite durant l'hiver 1295-1296.

## Description
La peinture mesure 28,4 × 93,2 cm, et est réalisée à l'encre et couleurs sur papier. Elle est datée à 1296.

Le rouleau en entier

Zhao Mengfu a sciemment ignoré la perspective, alors qu'il la maîtrisait, de manière à rester fidèle à l'oeuvre qu'il a reproduite.
Au-dessus de sa représentation du mont Qiao, Zhao Mengfu a inscrit un texte dédié à son ami Zhou Mi, avec une calligraphie carrée. Le style synthétique de ce colophon témoigne d'un auto-apprentissage des techniques des Tang par le peintre.

## Analyse

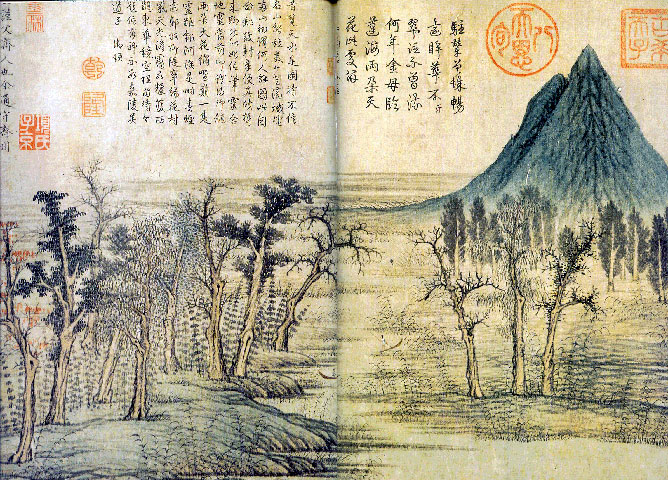
Détail d'une partie du rouleau

D'après la classification de Liu Longteng, cette peinture appartient à la catégorie des « paysages » réalisés par Zhao Mengfu, avec Rivières et Montagnes.
L'authenticité de cette peinture a été discutée par de nombreux spécialistes. Ding Xiyuang a en effet remis en cause son attribution, estimant que cette peinture relève de la dynastie Ming tardive. Cependant, d'autres érudits chinois, dont Zhao Zhicheng, l'attribuent à Zhao Mengfu, qui travaillait lui-même d'après une copie de Dong Qichang. Cette controverse provient d'une interprétation des colophons les plus anciens.

## Parcours de la peinture
Il s'agit d'une des plus célèbres peintures de Zhao Mengfu. Elle a été copiée à son tour, notamment par Fang Shishu.
Cette œuvre est conservée au Musée national du Palais à Taipei.